# Pietro Giuria
Pietro Giuria (Savona, 25 gennaio 1816 – Genova, 21 dicembre 1876) è stato uno scrittore, poeta, pittore e professore universitario italiano.

## Biografia
Pietro Giuria nacque a Savona il 25 gennaio 1816 da Francesco Giuria, notaio ed ex ufficiale napoleonico, e da Chiara Chiappe.
Seguito da un insegnante privato, dall'età di otto anni e fino al 1832 frequentò le Scuole Pie. L'arrivo a Savona del nuovo vescovo Agostino De Mari gli mostrò nel 1833 l'occasione per un'opera ispirata ai poemetti sacri di Pietro Metastasio, dato alle stampe con il titolo di Omaggio poetico a Mons. Agostino De Mari (Savona 1833).
L'anno dopo si stabilì a Torino, ove da tempo risiedeva il padre. Venne assunto nell'Azienda Generale di Guerra, pur non tralasciando la sua passione per la poesia e la letteratura. Risalgono infatti a questo periodo la conoscenza e l'amicizia con Silvio Pellico, scrittore che ebbe un ruolo molto importante nella sua istruzione trasmettendogli alcuni importanti principi cardine dell'ideologia romantica, quali l'ostilità verso una cultura di semplice intrattenimento, la convinzione che la letteratura dovesse essere volta a un fine civile e morale, il recupero del sentimento religioso, la riscoperta della storia intesa come rievocazione di momenti esemplari.
A Torino, ebbe modo di coltivare le lettere e la poesia frequentando la Conversazione Letteraria, accademia fondata nel 1832 dal canonico C.C.M. Pino. In quella sede strinse preziose relazioni e amicizie con personaggi quali Ercole Ricotti, A. Manno, Luigi Cibrario e, durante le conferenze settimanali, lesse varie poesie, i frammenti di un poema I secoli, rimasto incompiuto e inedito, alcune traduzioni e qualche biografia. Per qualche tempo, inoltre, collaborò come critico letterario con la Gazzetta Piemontese, componendo cinque canzoni in lode di grandi italiani (Dante, Cristoforo Colombo, Galileo Galilei, Pietro Micca, Santa Caterina de' Fieschi), edite poi come Poesie liriche di Pietro Giuria (Torino, 1837).
Nel 1838, dopo una grave malattia, tornò a Savona, ove, nonostante le fatiche dell'impiego, approfondì lo studio della storia d'Italia, della poesia contemporanea e della lingua inglese. Nel contempo, lavorò alla stesura delle cantiche dedicate a tre personaggi (Gaspara Stampa, Markos Botzaris, S. Perpetua) simboleggianti - secondo il Giuria - i sentimenti più grandi del cuore umano: amore, patria e Dio. Forte dei severi consigli del Pellico, Pietro riuscì a terminare la sua opera e a pubblicarla con il titolo di Cantiche e poesie liriche (Savona 1842).
Nel 1841, dopo un breve trasferimento ad Asti, ritornò a Torino dove continuò ad alternare lo studio e la passione per la letteratura e il lavoro presso l'Azienda Generale di Guerra. Sempre con l'intento di suscitare nel lettore ammirazione per la virtù e l'aspirazione al bene, si dedicò alle traduzioni dall'inglese, pubblicando a Torino nel 1843, le Poesie liriche sacre e profane della letteratura inglese e nel 1844, dall'opera di Charles Bucke, le Rovine di antiche città. 
Fu attratto anche dal teatro, ma gli ammonimenti del Pellico finirono per dissuaderlo. Aspirava inoltre alla composizione di un poema religioso che descrivesse il cammino dell'umanità da Adamo a Cristo, ma di tale ambizioso proposito rimasero soltanto alcune Melodie sacre e profane scritte nel 1846. Partecipò infine alla stesura delle Tradizioni italiane, edite a Torino dal 1847 al 1850 in quattro volumi a cura di A. Brofferio, utilizzando per i suoi racconti storico-fantastici, ove predominano le atmosfere cupe tipiche del romanticismo anglosassone, soprattutto tradizioni liguri. Più tardi questi materiali confluirono nella raccolta Racconti storici e romantici del cav. Pietro Giuria, pubblicata a Voghera nel 1854.
L'epopea nazionale del 1848 ispirò la composizione di Sei inni italici (Torino, 1848), ultima sua fatica poetica.
Il biennio 1848-49 fu comunque caratterizzato da eventi che lo segnarono profondamente, come la morte della moglie Gabriella di San Martino, sposata nel 1846, e del fratello Amedeo, caduto a Novara. Nel 1849 sposò Margherita Bellini, e sempre nello stesso anno, preoccupato per il danno arrecato alla religione cattolica dall'abbandono della causa liberale da parte di papa Pio IX, dette alle stampe Il cristianesimo religione di progresso (Torino, 1849), sentita riflessione sulla centralità della religione nell'individuo, nella famiglia e nella società. Due anni più tardi, abolita l'Azienda Generale di Guerra, venne trasferito a Voghera, come addetto alle imposte dirette.
Qui pubblicò nel 1854 il saggio Silvio Pellico e il suo tempo, commosso ricordo dell'amico appena defunto. Attraverso la rievocazione delle vicende della sua vita, inquadrate in una minuziosa ricostruzione del contesto storico, il Giuria s'inseriva nel dibattito sulla questione italiana e auspicava la conciliazione fra libertà e religione, per una ricostituzione su nuove basi del rapporto fra Chiesa e Stato. 
Sempre nel 1854 Pietro Giuria tradusse a Torino, fra i primi in Italia, il capolavoro di Harriet Beecher Stowe, La capanna dello zio Tom. La fatica successiva fu un'opera concepita per dimostrare, attraverso le vicissitudini di personaggi quali Socrate, Cristo, Paolo, Dante, Galileo, come la via del progresso e dell'incivilimento fosse sempre stata lastricata di amarezze e di ostacoli: il risultato furono i due tomi de La civiltà e i suoi martiri (Voghera 1857-59).
Gli eventi del 1859 fornirono nuova linfa alla vena del Giuria, che, alla vigilia della guerra pubblicò Casa Savoia e l'Italia. L'Austria e i trattati del 1815 (Torino 1859), un intervento a sostegno dei Savoia e della loro aspirazione a incarnare la causa nazionale contro l'Austria e il suo illegittimo dominio nel Lombardo-Veneto. Seguì, a guerra finita, una Storia aneddotica della occupazione austriaca in Piemonte nel 1859 (1860).
L'Unità d'Italia segnò una svolta decisiva nella vita di Pietro Giuria, nominato nel 1860 dal ministro della Pubblica Istruzione Terenzio Mamiani professore di storia e letteratura italiana presso l'Università di Genova. Il nuovo incarico non lo distolse però dall'attività di saggista, che, dopo aver compilato una Storia popolare della Real Casa di Savoia (Milano 1863), entrò nel dibattito fra spiritualisti e materialisti con le opere L'uomo nella creazione e il materialismo nella scienza moderna (Genova 1869) e L'uomo, la scienza e la società (1871): vi si condannavano senza appello le dottrine materialistiche che, negando Dio e l'anima, avrebbero reso l'uomo poco più che un animale e gettato la società in braccio al caso e alla forza, scardinandone gli elementi costitutivi di religione, patria e famiglia. Conseguentemente, combatté, quale ulteriore elemento di degrado sociale, l'abolizione dell'insegnamento religioso nelle scuole, dedicando al tema alcuni articoli apparsi nel 1873 sulla fiorentina Rivista Universale, nonché lo scritto Necessità dell'insegnamento religioso nelle scuole (Genova 1875).
Eletto consigliere comunale a Genova, volle pronunciarsi, con la Lettera agli elettori politici (Firenze 1876), su un'altra grande questione del suo tempo, la partecipazione dei cattolici alle elezioni politiche: polemizzando con il non expedit e con la massima "né eletti né elettori", ribadiva la propria fede nelle libere istituzioni e invitava i cattolici a non inseguire assurdi sogni di rivincita e a recarsi al voto, il più grande dei diritti e dei doveri, per migliorare le leggi.
Sul finire della vita Pietro Giuria si dedicò alla pittura, passione coltivata sin dagli anni giovanili, e al riordino, rimasto incompiuto, delle lezioni tenute all'università.
Colpito da polmonite, morì a Genova il 21 dicembre 1876.
La sua morte fu un lutto per tutta la Liguria. Nel 1878 Savona gli eresse un busto nell'allora Municipio, oggi Pinacoteca di Palazzo Gavotti. Nel 1907 le spoglie furono riportate a Savona, nel cimitero di Zinola, dove fu elevato un bronzo del suo busto. Nel 1888 fu eretta una statua marmorea, opera dello scultore Pietro Dini, nel giardino di piazza Sisto IV, in seguito ricollocata in corso Mazzini.

## Riconoscimenti pubblici
- La città di Savona gli ha dedicato una via vicino alla zona portuale e una statua oggi visibile in Corso Mazzini;
- L'Università di Genova gli ha dedicato un busto marmoreo nel proprio palazzo di via Balbi 5;
- La città di Torino gli ha dedicato una via, parallela a Corso Massimo D'Azeglio, dove trovano sede alcuni Istituti universitari e il Museo di antropologia criminale Cesare Lombroso.
- La città di Voghera gli ha dedicato una via nella zona ferroviaria.

## Opere
Le opere di Pietro Giuria non sono poche: oltre a molti e svariati scritti di argomenti letterari, artistici o politici, sparsi in riviste e giornali alla cui redazione prese parte il Giuria, abbiamo di lui le seguenti pubblicazioni:
- Poesie liriche (1837)
- Le bellezze del Bosforo (1841), compilazione con aggiunte
- Cantiche e poesie liriche (1842)
- Marco Botzaris (1842), opera mai pubblicata causa la censura di quel tempo
- Racconti storici (1846)
- Melodie sacre e profane (1846)
- Il picco spaccato ossia La notte dei morti (1847)
- La cappella dei Longobardi presso Voghera (1847)
- Adellasia ed Aleramo (1847)
- Inni italici (1848)
- La Spagna (1850-1851)
- Guida di Torino (1853) compilazione con aggiunte
- Racconti storici e romantici (1854)
- Silvio Pellico e il suo tempo, Voghera, (1854).
- L'Uomo (1856)
- Il Cristianesimo religione di progresso (1856)
- La Civiltà e i suoi Martiri (1857-1859)
- L'Austria e i trattati del 1815 (1859)
- Storia aneddotica dell'occupazione austriaca in Piemonte nel 1859 (1860)
- Storia popolare della real Casa di Savoia (1863)
- L'Uomo nella creazione e il materialismo nella scienza moderna (1869)
- L'Uomo, la scienza e la società (1871)
- Necessità dell'insegnamento religioso nelle scuole (1875)
- Galleria Peirano - lettera al cav. Michelangelo Gualandi - Bologna (1875)
- Lettera agli elettori politici (1876)
- Ricordi di un viaggio in Italia, in appendice a La Liguria Occidentale, pubblicato postumo nel 1887
- Memorie su Silvio Pellico in Piccola Antologia, pubblicato postumo nel 1894

## Traduzioni di Pietro Giuria dall'inglese
- Rovine di antiche città, di C. Bucke (1842)
- Poesie liriche sacre e profane della letteratura inglese (1843)
- Monumenti più ragguardevoli di tutti i popoli, di E. Breton (1844-1846)
- La capanna dello Zio Tom, di H. Beecher Stowe (1854)